# Jón från Vörs diktkäpp
Jón från Vörs diktkäpp (isländska: Ljóðstafur Jóns úr Vör) är ett isländskt poesipris som delas ut sedan 2002.

## Om priset
Priset är instiftat av Kópavogsbær, Islands näst största kommun, till den isländska modernistiska poeten Jón úr Vörs (1917–2000) minne. Priset delas ut årligen av konst- och kulturrådet i Kópavogur, kommunens huvudort tillika Islands näst största stad.
Den som deltar i tävlingen ska under skicka in en tidigare opublicerad och egenhändigt skriven dikt på isländska. För att såväl etablerade poeter som andra ska kunna tävla på liknande villkor skickas bidragen in under pseudonym tillsammans med ett förseglat kuvert där upphovsmannens verkliga identitet framgår. Juryn – bestående av tre personer – bedömer sedan dikterna utan att veta vem som skrivit dem. Först efter att en vinnare utsetts öppnas kuvertet med upphovsmannens identitet. Prisutdelningen äger rum årligen på Jón úr Vörs födelsedag den 21 januari.
Priset består av två delar, dels en vandringspokal i form av en silverdekorerad käpp som tillhört Jón úr Vörs och dels en kontantvinst. Priset har ett högt anseende och anses ge den som tilldelades det ett erkännande inom den isländska kultursfären.

## Pristagare
Följande personer har tilldelats priset sedan det instiftades 2002.
- 2002 – Hjörtur Pálsson
- 2004 – Hjörtur Marteinsson
- 2005 – Linda Vilhjálmsdóttir
- 2006 – Óskar Árni Óskarsson
- 2007 – Guðrún Hannesdóttir
- 2008 – Jónína Leósdóttir
- 2009 – Anton Helgi Jónsson
- 2010 – Gerður Kristný
- 2011 – Steinunn Helgadóttir
- 2012 – Hallfríður J. Ragnheiðardóttir
- 2013 – Magnús Sigurðsson
- 2014 – Anton Helgi Jónsson
- 2016 – Dagur Hjartarson
- 2017 – Ásta Fanney Sigurðardóttir
- 2018 – Sindri Freysson
- 2019 – Brynjólfur Þorsteinsson
- 2020 – Björk Þorgrímsdóttir
- 2021 – Þórdís Helgadóttir
- 2022 – Brynja Hjálmsdóttir
- 2023 – Sunna Dís Másdóttir
- 2024 – Vala Hauksdóttir